# Fascio Giovanni Grion 1922-1923
Questa voce raccoglie le informazioni riguardanti il Fascio Giovanni Grion nelle competizioni ufficiali della stagione 1922-1923.

## Rosa
| N. |                   | Ruolo | Calciatore           |
| -- | ----------------- | ----- | -------------------- |
|    | Italia (bandiera) | D     | Biasol               |
|    | Italia (bandiera) | A     | Renato Calusa        |
|    | Italia (bandiera) | A     | Narciso Castro       |
|    | Italia (bandiera) | A     | Francesco Cerdonio   |
|    | Italia (bandiera) | A     | Di Toma              |
|    | Italia (bandiera) | P     | Valerio Dinelli (II) |
|    | Italia (bandiera) | A     | Domenico Fabretto    |
|    | Italia (bandiera) | A     | Antonio Frantz       |
|    | Italia (bandiera) | C     | Nino Grünberger      |
|    | Italia (bandiera) | C     | Emilio Jess (I)      |

| N. |                   | Ruolo | Calciatore            |
| -- | ----------------- | ----- | --------------------- |
|    | Italia (bandiera) | P     | Leiter                |
|    | Italia (bandiera) | A     | Luigi Perper          |
|    | Italia (bandiera) | C     | Ermanno Petronio (I)  |
|    | Italia (bandiera) | D     | Nicolò Poiani         |
|    | Italia (bandiera) | D     | Celio Privileggi      |
|    | Italia (bandiera) | A     | Severino Vilfling (I) |
|    | Italia (bandiera) | C     | Antonio Vojak         |
|    | Italia (bandiera) | A     | Andrea Zambon         |
|    | Italia (bandiera) | A     | Vittorio Zucca        |